# 吉勒河
44°40′01″N 06°36′05″E / 44.66694°N 6.60139°E

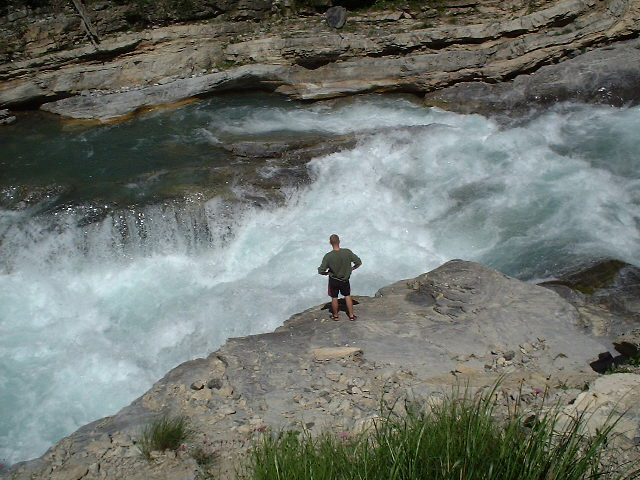

吉勒河（法语：Guil）是法國的河流，位於該國東南部，屬於迪朗斯河的左支流，河道全長51.6公里，流域面積630平方公里，平均流量每平方公里17立方米，發源自里斯托拉，河口處在吉耶斯特尔。

## 外部連結
- geoportail.fr（页面存档备份，存于）
- The Guil at the Sandre database